# Hesperopsis
Hesperopsis este un gen de fluturi din familia Hesperiidae. 

## Specii
- Hesperopsis alpheus (Edwards, 1876)
- Hesperopsis gracielae (MacNeill, 1970)
- Hesperopsis libya (Scudder, 1878)